# جيمس داينر
جيمس داينر (بالإنجليزية: James Diener)‏ هو منتج أسطوانات وملحن أمريكي، ولد في 1969.